# Blackburnium reichei
Blackburnium reichei là một loài bọ cánh cứng trong họ Geotrupidae. Loài này được Guérin-Méneville miêu tả khoa học năm 1838.